# Celestine Babayaro
Celestine Babayaro   (Kaduna, 29 d'agost de 1978) és un exfutbolista nigerià de la dècada de 1990.
Fou internacional amb la selecció de futbol de Nigèria amb la qual participà als Mundials de 1998 i 2002.
Pel que fa a clubs, destacà a Chelsea FC i Newcastle United FC.